# Ćelinovac
Ćelinovac je naselje v občini Gradiška, Bosna in Hercegovina. 

## Deli naselja
Ćelinovac.

## Prebivalstvo
| Pregled števila prebivalcev po letih | Pregled števila prebivalcev po letih | Pregled števila prebivalcev po letih | Pregled števila prebivalcev po letih | Pregled števila prebivalcev po letih | Pregled števila prebivalcev po letih |
| ------------------------------------ | ------------------------------------ | ------------------------------------ | ------------------------------------ | ------------------------------------ | ------------------------------------ |
| 1948                                 | 1953                                 | 1961                                 | 1971                                 | 1981                                 | 1991                                 |
| -                                    | -                                    | -                                    | 140                                  | 156                                  | 129                                  |

| Narodna sestava prebivalstva po letih                                                                                        | Narodna sestava prebivalstva po letih                                                                                        | Narodna sestava prebivalstva po letih                                                                                        |
| --- | --- | --- |
| 1971 | 1981 | 1991 |
| . skupaj: 140 Srbi 38 (27,14 %) Hrvati 12 (8,57 %) Muslimani 0 (0,00 %) Jugoslovani 0 (0,00 %) drugi in neznano 90 (64,28 %) | . skupaj: 156 Srbi 60 (38,46 %) Hrvati 15 (9,61 %) Muslimani 0 (0,00 %) Jugoslovani 0 (0,00 %) drugi in neznano 81 (51,92 %) | . skupaj: 129 Srbi 66 (51,16 %) Hrvati 12 (9,30 %) Muslimani 0 (0,00 %) Jugoslovani 7 (5,42 %) drugi in neznano 44 (34,10 %) |

Številna skupnost v vasi so Poljaki.